# Liegi-Bastogne-Liegi 1957
La Liegi-Bastogne-Liegi 1957, quarantatreesima edizione della corsa, fu disputata il 5 maggio 1957 per un percorso di 255 km. Fu vinta a pari merito dai belgi Frans Schoubben e Germain Derycke, giunti al traguardo in 6h56'00" alla media di 34,386 km/h davanti al connazionale Marcel Buys. 
I corridori che portarono a termine la gara al traguardo di Liegi furono in totale 27.

## Ordine d'arrivo (Top 10)
| Pos. | Corridore            | Squadra       | Tempo    |
| ---- | -------------------- | ------------- | -------- |
| 1    | Frans Schoubben      | Peugeot-BP    | 6h11'59" |
| 1    | Germain Derycke      | Faema-Guerra  | ex æquo  |
| 3    | Marcel Buysse        | Libertas      | a 2'46"  |
| 4    | Martin Van Geneugden | Mercier-BP    | a 5'37"  |
| 5    | Jozef Planckaert     | Peugeot-BP    | a 7'04"  |
| 6    | Jan Zagers           | Libertas      | s.t.     |
| 7    | Ernest Heyvaert      | Carpano-Coppi | a 7'53"  |
| 8    | Sante Ranucci        | Legnano       | a 8'11"  |
| 9    | Louison Bobet        | Bobet-BP      | a 13'30" |
| 10   | Joseph Theuns        | OK Cycles     | a 13'48" |